# Стандард (Илиноис)
Стандард (енгл. Standard) град је у америчкој савезној држави Илиноис.

## Демографија
По попису из 2010. године број становника је 220, што је 36 (-14,1%) становника мање него 2000. године.
| Група             | 2000.       | 2010.       |
| Белци             | 247 (96,5%) | 214 (97,3%) |
| Афроамериканци    | 0 (0,0%)    | 3 (1,4%)    |
| Азијати           | 0 (0,0%)    | 1 (0,5%)    |
| Хиспаноамериканци | 5 (2,0%)    | 2 (0,9%)    |
| Укупно            | 256         | 220         |